# Jochen Kolenda
Jochen Kolenda, eigentlich Joachim Werner Kolenda, (* 28. Februar 1953 in Essen) ist ein deutscher Schauspieler.

## Leben
Sein Diplom erwarb er 1974 an der Westfälischen Schauspielschule in Bochum. Nach seinem ersten Theaterengagement am Schauspielhaus seiner Heimatstadt Essen im Jahre 1973 war er von 1974 bis 1976 am Stadttheater Pforzheim tätig. Von 1976 bis 1978 war er am Schauspielhaus Köln engagiert. Seine erste Fernsehrolle bekam er schon 1974.
Kolenda liest außerdem Hörbücher und ist als Synchronsprecher tätig.
Er lebt mit seiner Familie in Düren.

## Filmografie (Auswahl)

### Kino
- 1992: Die Lok
- 1996: Writing on The Wall
- 1999: Sommerwald
- 2000: Fußball ist unser Leben
- 2004: Unter Wölfen
- 2012: Die Männer der Emden

### Fernsehen
- 1978: MS Franziska – Folge 2
- 1981: Tour de Ruhr – Folge 6
- 1982: Tatort – Der unsichtbare Gegner
- 1983: Tatort – Blütenträume
- 1984: Tatort – Kielwasser
- 1988: Ein Fall für zwei – Alte Liebe
- 1989: Der Leibwächter
- 1990: Lindenstraße – wiederkehrende Nebenrolle
- 1991: Unser Lehrer Doktor Specht
- 1992: Tatort – Der Mörder und der Prinz
- 1993–1996: Auf eigene Gefahr
- 1994: Wolffs Revier – Gesühnt
- 1995–1997: Frauenarzt Dr. Markus Merthin
- 1996: Das tödliche Auge
- 1997: Schimanski – Hart am Limit
- 1998: Der letzte Zeuge – Wenn sich zwei Monde kreuzen
- 1999: Schwarz greift ein – Schlag auf Schlag
- 2000: Ein Fall für zwei – Schnelles Geld
- 2000: Liebestod
- 2000: Tatort – Bittere Mandeln
- 2001: Drehkreuz Airport – Schüsse in Sandoro
- 2001: Wilsberg und der Mord ohne Leiche
- 2002: SK Kölsch – Endspiel
- 2003: Alarm für Cobra 11 – Tod eines Reporters
- 2003: Kommissarin Göllner: Das böse Mädchen
- 2003: Wilsberg und der stumme Zeuge
- 2004: Tatort – Mörderspiele
- 2005: Wilsberg – Todesengel
- 2006–2007, 2008: Rote Rosen
- 2006: Die Familienanwältin – Klara
- 2006: Hinter Gittern – Der Frauenknast – Es kann nur eine geben
- 2007: Lutter – Essen is’ fertig
- 2008: Zwillingsküsse schmecken besser
- 2009: Lindenstraße
- 2010: Der letzte Bulle – Klassentreffen
- 2010: Donna Leon – Lasset die Kinder zu mir kommen
- 2010: Neue Vahr Süd
- 2010: Mord mit Aussicht – Nach 6 im Zoo
- 2011–2013: Danni Lowinski – wiederkehrende Nebenrolle
- 2011: Marie Brand und die letzte Fahrt
- 2012: Reiff für die Insel – Neubeginn (Fernsehreihe)
- 2012: Familie Undercover
- 2013: Familie Undercover – Gebrannte Kinder
- 2013: Reiff für die Insel – Katharina und der ganz große Fisch
- 2014: Sternstunde ihres Lebens
- 2015: Der weiße Äthiopier, Regie: Tim Trageser, WDR/Degeto
- 2015: Begierde – Mord im Zeichen des Zen
- 2015: Inga Lindström – Die Kinder meiner Schwester
- 2015: SOKO 5113 – Die rote Bank, Regie: Till Müller-Edenborn, ZDF
- 2015: Die Truckerin, Regie: Sebastian Vigg, Sat.1
- 2015: Helen Dorn – Gefahr im Verzug, Regie: Alexander Dierbach, ZDF
- 2015: Wilsberg – Bauch, Beine, Po
- 2015: Tatort – Dicker als Wasser
- 2016: Rentnercops – Niemals geht man so ganz
- 2017: Der Staatsanwalt – Gegenwind
- 2017: Alles Klara – Der Trauerschnäpper
- 2017: Falk: Das Dicke Ende, Regie: Peter Stauch, ARD
- 2017: In aller Freundschaft – Die jungen Ärzte – Versteckte Wunden
- 2018: Rentnercops: Alles wird gut, Regie: Thomas Durchschlag, ARD/WDR
- 2019: Väter allein zu Haus: Mark, Regie: Jan-Martin Scharf, ARD/Degeto
- 2019: Inga Lindström: Ausgerechnet Söderholm, Regie: Matthias Kiefersauer, ZDF
- 2019: SOKO Stuttgart: Das Geld anderer Leute
- 2021: Nestwochen, Regie: Tobias Baumann, ZDF
- 2021: SOKO Köln: Sühne
- 2024: Nelly und das Weihnachtswunder (Fernsehfilm)

## Hörspiele
- 1999: Die Säulen der Erde – Regie: Leonhard Koppelmann (Hörspiel (9 Teile) – WDR)